# Teresa Weatherspoon
Teresa Gaye Weatherspoon (ur. 8 grudnia 1965 w Pineland) – amerykańska koszykarka, występująca na pozycji rozgrywającej, mistrzyni świata oraz olimpijska, wielokrotna wicemistrzyni WNBA, po zakończeniu kariery zawodniczej trenerka koszykarska, od 2023 trenerka Chicago Sky. 
Jest autorką książki – „Teresa Weatherspoon's Basketball for Girls”, która została wydana w 1999.
12 października 2023 została trenerką Chicago Sky.

## Osiągnięcia
Na podstawie, o ile nie zaznaczono inaczej.
NCAA
- Mistrzyni:
  - NCAA (1988)
  - sezonu zasadniczego konferencji America South (1988)
  - turnieju America South (1988)
- Wicemistrzyni NCAA (1987)
- Uczestniczka NCAA Final Four (1985–1988)
- Zawodniczka Roku:
  - LSWA Louisiana (1988)
  - Konferencji America South (1988)
- Laureatka:
  - Wade Trophy (1988)
  - Honda Sports Award (1988)
  - Honda-Broderick Cup (1988)
  - MOP Regionu (Region Most Outstanding Player – 1988)
- Zaliczona do:
  - składu:
    - Kodak All-American (1987,1988)
    - All-Final Four Team (1987,1988)
    - All-Region Tournament Team (1987,1988)

  - drużyny najlepszych koszykarek dekady NCAA (lata 80.)
- Uczelnia zastrzegła należący do niej numer 11

Drużynowe
- Mistrzyni:
  - Rosji (1995,1996)
  - Włoch (1997)
- 4-krotna wicemistrzyni WNBA (1997, 1999, 2000, 2002)
- Zdobywczyni Pucharu Włoch (1997)

Indywidualne
- 2-krotna Defensywna Zawodniczka Roku WNBA (1997, 1998)[6]
- Uczestniczka:
  - meczu gwiazd WNBA (1999–2002)
  - meczu gwiazd ligi włoskiej (1989–1994)
- Laureatka New York Magazine "Best of New York" Award
- Zaliczona do:
  - II składu WNBA (1997–2000)
  - składu:
    - 15. najlepszych zawodniczek w historii WNBA (WNBA Top 15 Team – 2011)
    - WNBA Top 20@20 (2016 – 20. najlepszych zawodniczek w historii WNBA)

  - Galerii Sław:
    - Koszykówki im. Jamesa Naismitha (2019)[7]
    - klubu New York Liberty (New York Liberty Ring of Honor – 2011)
    - Żeńskiej Koszykówki (2010)
    - Sportu uczelni Louisiana Tech (1995)
    - Sportu stanu Luizjana (2010)
- Liderka:
  - WNBA w asystach (1997)
  - WNBA w przechwytach (1997, 1998)
- Wyróżniona podczas wyboru składu WNBA All-Decade Team (2006)
- Rekordzistka WNBA w:
  - liczbie przechwytów (100 – 1998)[8]
  - średniej przechwytów (3,33 – 1998)[9]

Reprezentacja
- Mistrzyni:
  - świata (1986)
  - olimpijska (1988)
  - Uniwersjady (1987)
  - Igrzysk Dobrej Woli (1986)
- Brązowa medalistka olimpijska (1992)

Trenerskie
- Mistrzyni:
  - sezonu zasadniczego konferencji Western Athletic NCAA (2009, 2011)
  - turnieju konferencji WAC NCAA (2010)
- Trenerka Roku:
  - Maggie Dixon Rookie Coach of the Year (2010)
  - Regionu 7 WBCA (Women's Basketball Coaches Association – 2011)